# 桿菌

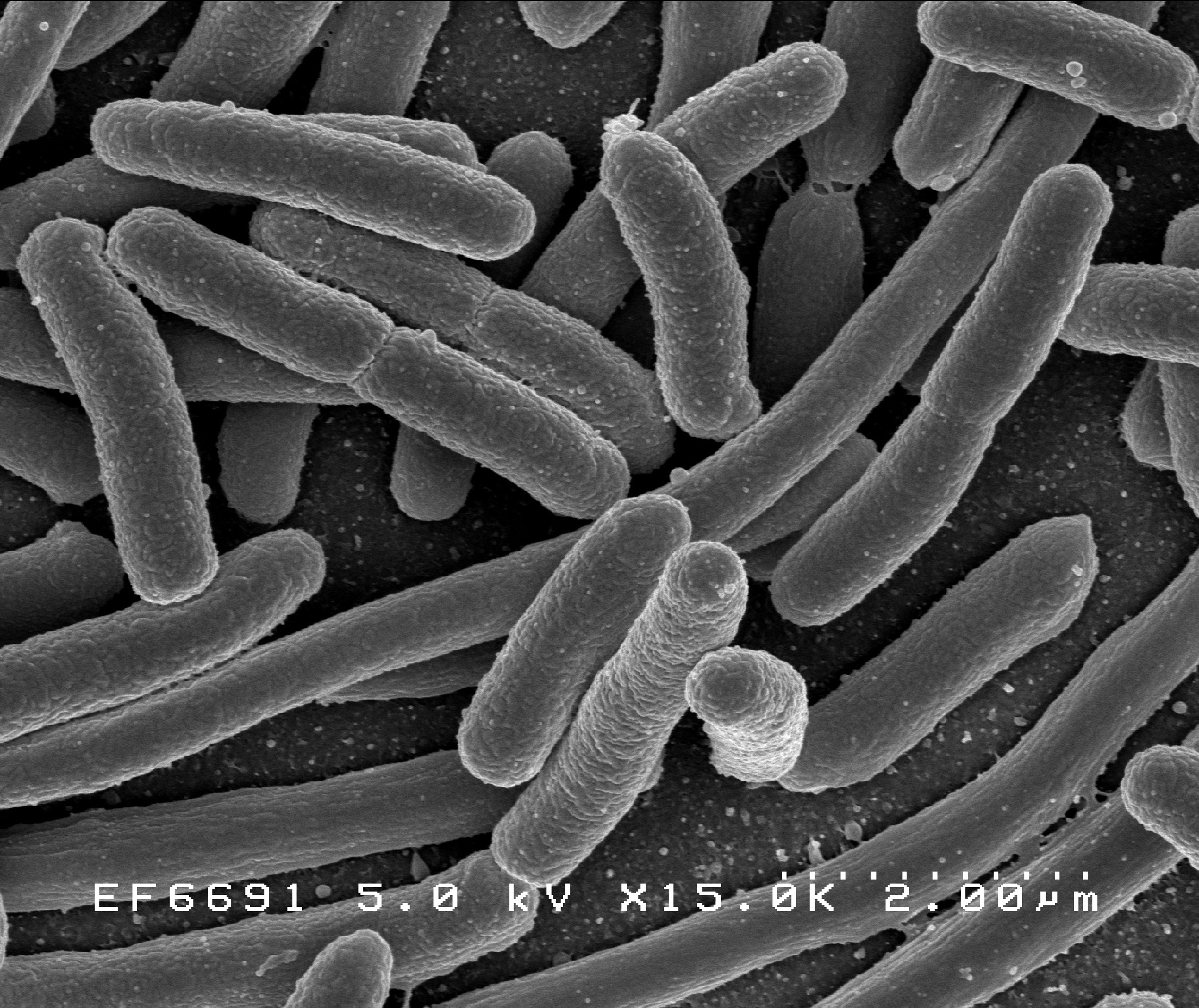
桿菌（大腸菌）の電子顕微鏡写真

桿菌（かんきん、杆菌）とは、個々の細胞の形状が細長い棒状または円筒状を示す細菌ないし古細菌のこと。球菌、らせん菌と併せて、微生物を形態によって分類するときに用いられる慣用的な分類群である。

## 概要
最初に微生物を発見したことで知られるレーウェンフックが、1683年9月にイギリスの王立協会に送ったスケッチにも、球菌およびらせん菌と共に、桿菌と思われるものが描かれており、細菌が発見された当時からその存在が知られていたことが窺える。
細菌は単細胞生物であるが、その一つ一つの細胞の形状は種ごとに異なる。このため細菌学の初期の段階から、細胞の形状は細菌を鑑別同定あるいは分類するための指標として用いられてきた。特に、生理学的分類、生化学的分類、遺伝学的分類が発達する以前には、顕微鏡によって観察可能な細菌の細胞形状は、最も重要な判断材料の一つであった。
2000年頃からは、細菌学の分野では遺伝学的な分類法が主流になっているが、球菌や桿菌などのような形状を指標にした分類はその新しい分類法と必ずしも一致しないため、分類学的な重要性は低くなった。しかし依然として、細菌の鑑別同定を行う場合には重要な判断材料の一つであり、医科細菌学など一部の分野では慣用的な分類群として利用されている。
自然界の至るところに桿菌は存在しており、その生育環境は菌種ごとに多岐にわたる。一部の桿菌はヒトや動物の常在細菌として、体表面、鼻咽腔、消化管、泌尿器などに生息している。また、一部のものはヒトに対する病原性を持ち、さまざまな感染症の原因になる。代表的な病原性の桿菌には、グラム陽性のものとして、炭疽菌、破傷風菌、ボツリヌス菌、ジフテリア菌、結核菌、グラム陰性のものとして、腸内細菌科（大腸菌、赤痢菌、サルモネラ、ペスト菌など）、緑膿菌、百日咳菌などが挙げられる。

## 形態と配列
ほぼ完全な球形で比較的小型の（0.5〜2µm）ものが多い球菌と比べて、桿菌は形状も大きさもバリエーションに富んでいる（桿菌の例の画像ギャラリーも参照）
一般的な桿菌の大きさとしては、短径が0.2〜1µm、長径が1〜5µm程度のものが多い。セラチア（セラチア菌、霊菌）のように0.5x0.7µm程度の小型のものから、炭疽菌のように長径が10µmを超える大型のもの（大桿菌）まで、さまざまな大きさのものが存在する。短径と長径の比率は1.5〜5倍程度のものが多いが、中には短径と長径にあまり差のない短いもの（短桿菌）や、ほとんど変わらず球菌と見分けのつかないもの（球桿菌）なども存在する。
菌体の形状も、円筒状で顕微鏡下ではほぼ長方形に見えるもの、角の丸い長方形状に見えるもの、長円形のもの、また菌体の両端または一端が膨れて棍棒やマッチ棒のように見えるもの（破傷風菌やジフテリア菌など）など、さまざまなものがある。特殊なものとしては、カビと同様に、枝分かれした菌糸状の形態をとって成長する放線菌も桿菌の範疇に含めることがある。コレラ菌に代表されるビブリオについては「コンマ状桿菌」と呼ばれる場合も比較的多く見られる。
球菌の場合は、個々の菌体の形状だけではなく、それらがどのように並んでいるかという、菌体の配列が重要視されることが多いが、桿菌の場合は配列が重要視されることは少ない。一般的に桿菌は、個々の菌体が解離して不規則に並んでいる場合が多いためである。しかしながら、桿菌の一部には特徴的な配列をとるものも見られる。炭疽菌は、大きな桿菌が長軸方向に連鎖し、一直線に長く連なった配列をとることが多く、このような形状のものを「連鎖桿菌」と呼ぶことがある。また、ビフィズス菌に代表されるビフィドバクテリウム属 (Bifidobacterium)、ジフテリア菌に代表されるコリネバクテリウム属 (Corynebacterium) などでは、V字型やY字型、T字型など、特徴的な配列が見られる。
以上のような桿菌の大きさや形状、配列は菌種によってそれぞれ異なるため、細菌を鑑別同定する上での手がかりの一つになる。ただし同じ細菌であっても、培養条件が変わるとその形状が変化する場合も多い。

## 成長と分裂

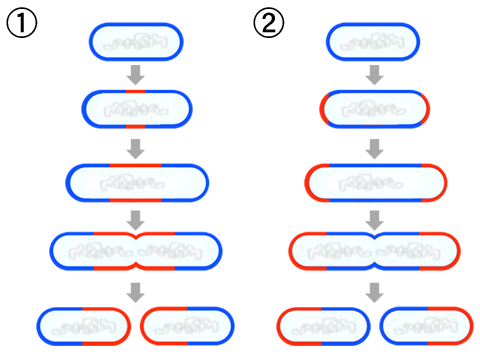
桿菌の成長と分裂
赤い線の部分が成長によって新しく作られた細胞壁。（左）菌体中央で成長するもの。（右）先端成長するもの。

一般に桿菌は分裂の際、菌体の長軸方向、すなわち円筒の太さが一定で長さだけが長くなるかたちで成長し、ある程度の大きさまで成長すると、その中心でほぼ均等に二分される形で分裂する。このとき、菌体の中央部分に新しい細胞壁が作られて中心から成長するものと、菌体の端に新しい細胞壁が作られて先端成長するものが知られる。前者には大腸菌や枯草菌など桿菌の多くが、後者にはジフテリア菌など一部のものが該当する。どちらの場合でも、菌体の端部の細胞壁のうち、片方は分裂前の古いもの、もう片方はその分裂の直前に作られた新しいもので、それぞれ構成されることになり、桿菌菌体の両端は「全く同じ」というわけではない。言い換えれば、桿菌の菌体には極性があることが明らかになっている。また、このことから、細胞分裂が繰り返されていっても、最初の菌体を構成していた細胞壁を一端に持つ子孫がずっと存在しつづけることになる。
このような一般的な二分裂の他に、不均等な分裂（芽胞形成菌が芽胞を作る時に見られる）や、放線菌に見られるように成長した菌糸が一度に多数の菌体に分断されたり、一種の胞子形成などによって増殖するケースなど、桿菌でも菌種によっては特殊な形で成長や分裂をするものがある。

## 桿菌の例
桿菌のうち、特に形態的に特徴のある代表的なものを以下のギャラリーに示す。上段が細菌、下段が古細菌。

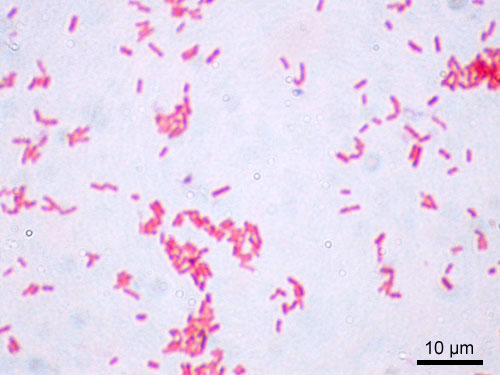
大腸菌 代表的なグラム陰性桿菌の一つ。平均的なサイズで角の丸い棒状。
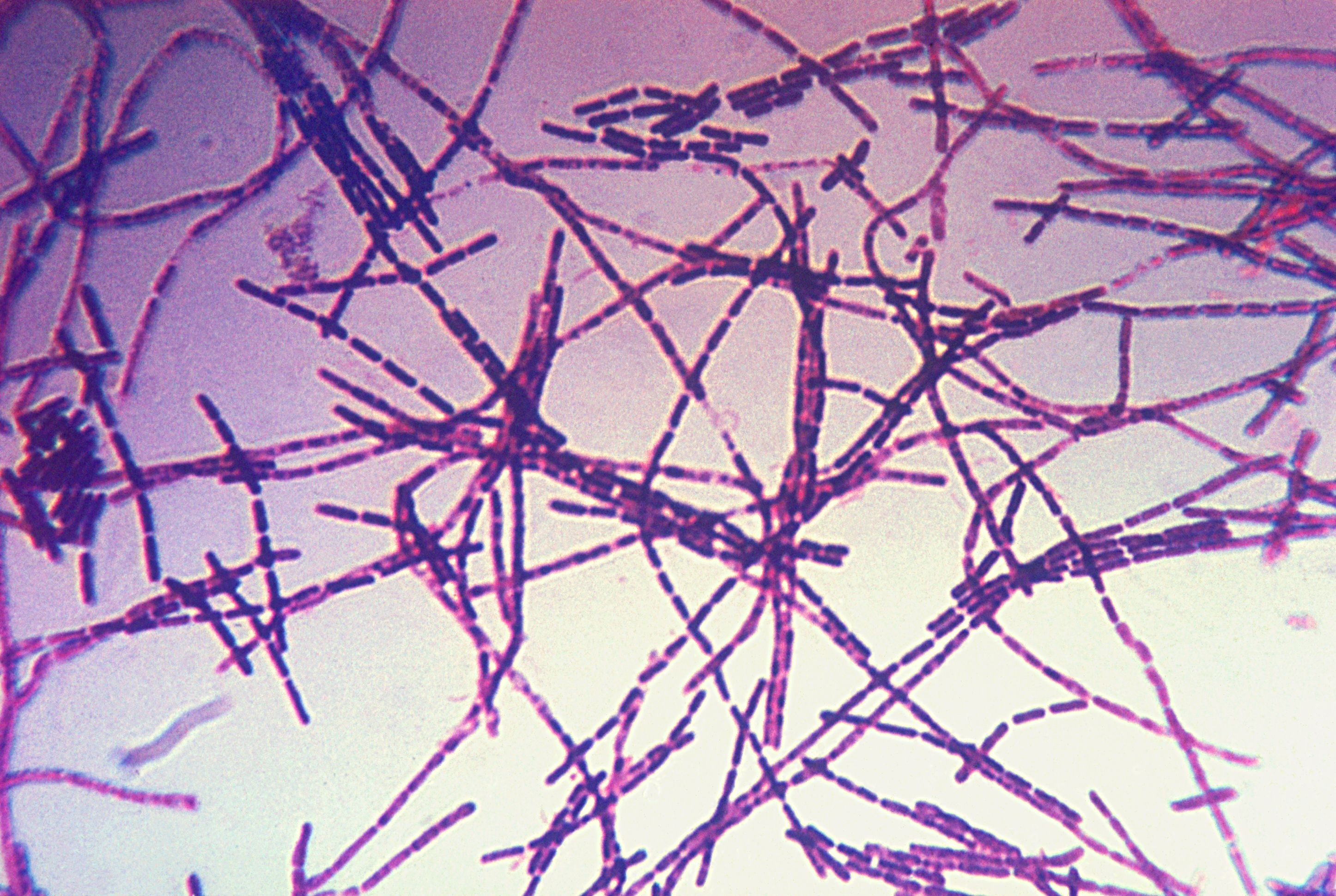
炭疽菌 グラム陽性で角張った大桿菌。連鎖桿菌
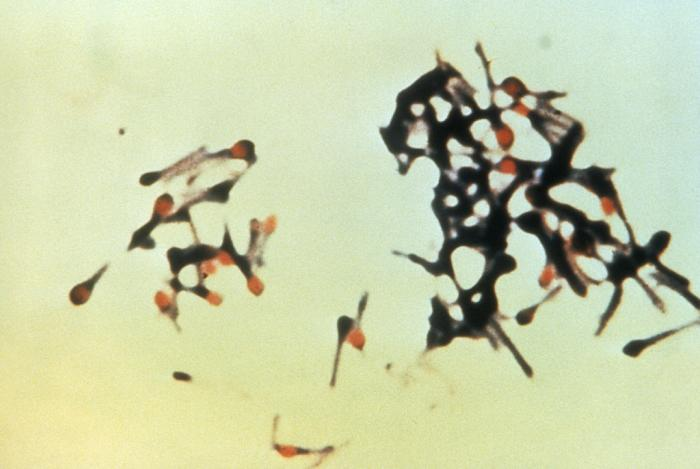
破傷風菌 マッチ棒型の桿菌
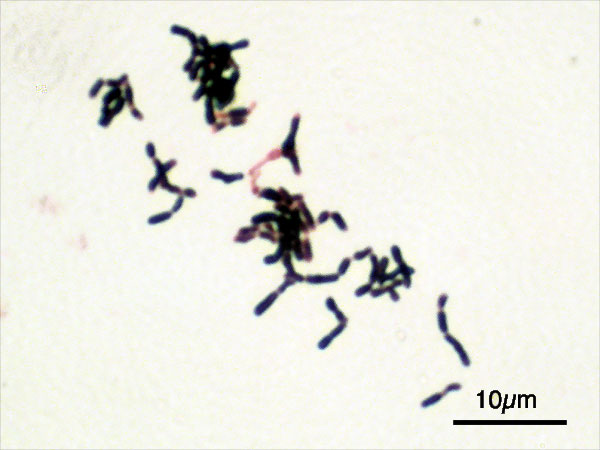
ビフィズス菌の仲間 V字Y字状に配列
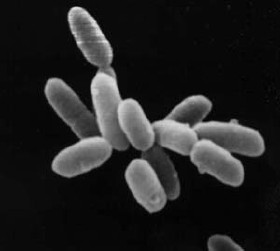
Halobacterium salinarum（古細菌）代表的な高度好塩菌。短桿菌
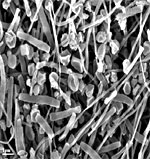
コル古細菌。極細（太さ0.16-0.18μm）で異様に細長い針状